# صورة روم
صورة ذاكرة القراءة فقط أو صورة روم (بالإنجليزية: ROM image)، أو كما تُختصر عادة بـ«روم»، هي ملف كمبيوتر يحتوي على نسخة من بيانات شريحة ذاكرة للقراءة فقط، غالباً من خرطوشة لعبة فيديو أو من برمجيات حاسوبية ثابتة أو من اللوحة الأساسية للألعاب الإلكترونية النقدية «الآركيد» (بالإنجليزية: Arcade game).ويستخدم هذا المصطلح عادة عند الحديث عن المحاكاة، حيث تُنسخ الألعاب الأقدم أو البرمجيات الحاسوبية الثابتة إلى ملفات روم على أجهزة الحاسب الحديثة التي يمكن تشغيلها على أجهزة الحاسب الأحدث باستخدام برنامج يدعى بالمحاكي (بالإنجليزية: emulator).
كما تستخدم صور روم أيضاً عند تطوير الحواسيب المدمجة، حيث أن البرمجيات المطورة للحواسيب المدمجة غالباً ما تُكتب على هيئة ملفات روم لاختبارها على جهاز حاسب قياسي قبل كتابتها على شريحة روم لاستخدامها في النظام المدمج. وفي الوقت الحالي يتناول هذا المقال استخدامات الروم فيما يتعلق بجانب المحاكاة.

## الاصطلاح
على الرغم من استمرار استخدام شرائح الروم إلا أنه تم استبدالها في كثير من الأحيان بالوسائط البصرية مثل الأقراص المدمجة (CD-ROMs) وأقراص الفيديو الرقمية المدمجة DVD-ROM، والوسائط الوسائط الممغنطة مثل الأقراص الصلبة والأشرطة الممغنطة ومؤخراً شرائح الذاكرة الفلاشية. ومع ذلك أصبح المصطلح «روم» يستخدم بشكل عام أيضاً للدلالة على هذه الأنواع الحديثة من الوسائط، فعلى سبيل المثال قد يُشار إلى لعبة حاسب منسوخة من شريط ممغنط على أنها روم خطأً. بينما الأسماء الصحيحة لـروم الشريط وروم القرص هي صورة الشريط وصورة القرص على التوالي. كما تسمى الصور المنسوخة من الوسائط البصرية أيضاً بـصور الآيزو (ISO images) تسمية على أحد أنظمة الملفات القياسية للوسائط البصرية وهو آيزو 9660. لا تعتبر الكثير من الرومات (ROMs) التي تستخدمها المحاكيات، وخاصة محاكيات العرض (console emulators)، صور فعليه لشرائح الروم في الخرطوشة، وغالباً ما تُعدَّل لتسمح بأداء وظيفي أسهل في المحاكيات من خلال طرق كجمع صور من شرائح روم متعددة.

## الاستخدام

### تفريغ الرومات وإنشاء الصور

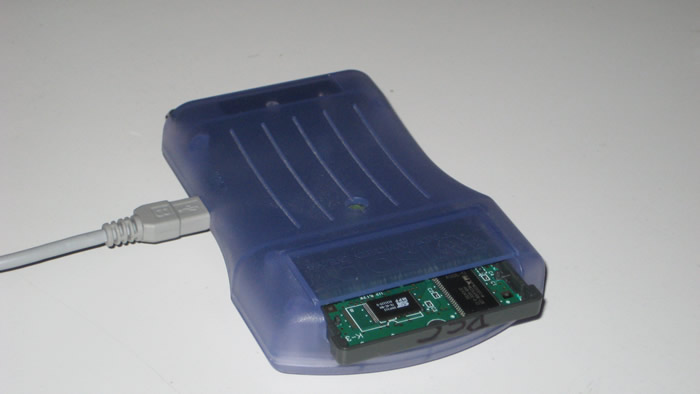
جهاز تفريغ روم لجيم بوي أدفانس.

يمكن نسخ الرومات من شريحة ذاكرة للقراءة فقط الموجودة في ألعاب الكارتريدج والعديد من آلات الألعاب الإلكترونية النقدية وذلك باستخدام جهاز متخصص من خلال ما يسمى بعملية التفريغ. وتتوافر هذه الأجهزة لمعظم أنظمة ألعاب الفيديو المنزلية، لكن تفريغ الرومات من آلات الألعاب الإلكترونية النقدية، التي تعد في حقيقتها لوحات دارات مطبوعة ذات خصوصية كبيرة، غالباً ما يحتاج لتثبيت فردي لكل آلة مع خبرات كبيرة في المجال.
غالباً ما يعد إنشاء الصور من وسائط أخرى أكثر سهولة ويمكن أدائها في كثير من الأحيان بالأجهزة الجاهزة، فعلى سبيل المثال يتضمن إنشاء صور أشرطة من ألعاب مخزنة على أشرطة ممغنطة (مثلا من حاسب سنكلير زد اكس80) عادة وبكل بساطة تشغيل الشريط الممغنط باستخدام مشغل شريط صوتي قياسي موصول بمنفذ مدخل الخط (line-in) في كرت الصوت بجهاز الحاسب، حيث يتم تسجيله بشكل ملف صوتي ونقله إلى ملف صورة شريط باستخدام برنامج آخر. وعلى نحو مماثل يمكن نسخ العديد من ألعاب الأقراص المدمجة وأقراص الفيديو الرقمية باستخدام محرك قياسي للأقراص المدمجة أو أقراص الفيديو الرقمية الموجودة بجهاز الحاسب الآلي. ومن الأمثلة على ذلك جهاز «دكتور في64» " Doctor V64".

### الحفظ الرقمي
نادراً ما يعد عمر الوسائط الرقمية طويلا. فبينما قد تكون الصور بالأبيض والأسود نجت لمدة قرن أو أكثر، يمكن أن
يصبح غيرها الكثير من الوسائط الرقمية غير قابل للقراءة بعد 10 سنوات فقط، ما أصبح يشكل مشكلة حيث أن عمر أوائل أنظمة الحاسب في الوقت الحالي ما يقارب الخمسين أو الستين سنة بينما أوائل عارضات الفيديو المنزلية قد تبلغ ما يقارب الثلاثين سنة. وبسبب هذه الشيخوخة أصبح هناك قلق كبير من أن العديد من أوائل ألعاب الحاسب والفيديو ربما لا تنجو من دون تحويلها إلى وسائط جديدة. لذلك غدا العديد ممن يهتمون بالحفظ يبحثون بنشاط عن ألعاب الأجهزة الإلكترونية النقدية والفيديو ويحاولون تفريغها على هيئة روم. فعند تخزينها على وسائط قياسية كالأقراص المدمجة وأقراص الفيديو الرقمية المدمجة يسهل بشكل كبير نسخها إلى وسائط مستقبلية.
بينما قد يُلحق التوجه بالتوزيع الرقمي الجماهيري لصور الرومات الضرر بأصحاب حقوق التأليف والنشر إلا أنه قد يكون له أثر إيجابي في مسألة الحفظ. فبينما قد تتلف العديد من النسخ الأصلية للألعاب القديمة أو تصبح معطوبة أو يتم التخلص منها مع مرور الوقت إلا أن نسخة منها على هيئة روم أو صيغة صورة ربما تكون انتشرت في أنحاء العالم سامحةً للألعاب بالبقاء حيث لولا ذلك لكانت قد فقدت فرصة كبيرة للبقاء.

### آليات منع النسخ
بينما تستخدم العديد من صور روم غالباً كوسيلة لحفظ تاريخ ألعاب الحاسب، أصبحت كثيراً ما تستخدم أيضاً لتسهيل النسخ الغير مصرح به وإعادة توزيع الألعاب الحديثة. ما حدا بالعديد من شركات الألعاب، بعد أن تبين لهم أن ذلك قد يقلل من مبيعات منتجاتهم، إلى إدراج ميزات في ألعابهم الحديثة مصممة لمنع النسخ مع السماح بتشغيل اللعبة الأصلية في نفس الوقت. فمثلاً، استخدم النينتندو جيم كيوب وسائط بصرية غير قياسية شبيهة بأقراص الفيديو الرقمية بمقاس 8 سم التي حمت من نسخ الألعاب لأجهزة الحاسب لمدة طويلة. ولم يتسنى ذلك حتى وُجدت ثغرة أمنية في الحلقة الأولى والثانية من (فانتسي ستار) والتي مكنت من نسخ ألعاب الجيم كيوب بنجاح لحاسب آلي مستخدمين في ذلك الجيم كيوب نفسه لقراءة الأقراص.
كما استعملت شركة شين نيهون كوكاكي أيضا حماية على ألعابهم الخاصة بنيو جيو بدئا بـ «ذا كينغ أوف فايترز» في 1999 الذي استخدم فيه خوارزمية التشفير على رسومات الروم ما منعها من أن تشتغل على المحاكيات. اعتقد الكثيرون أن هذا سيكون علامة النهاية لمحاكاة النيو جيو لكن ومنذ باكورة عام 2000 وجد قراصنة الحاسب طريقاً لتشفير وتفريغ الرومات بنجاح، قادرين بذلك على جعلها تشتغل مرة أخرى على أي محاكي جيو نيو.
ومن الشركات الأخرى التي اعتادت على حماية ألعابها الإلكترونية النقدية كابكوم التي اشتهرت بنظام لوحة الألعاب الإلكترونية النقدية المسمى بسي بي إس-2 (CPS-2)، الذي احتوى على خوارزمية حماية نسخ قوية لم يتسن كسرها إلا بعد 7 سنوات من إصدار النظام عام 1993. ولم يكن الكراك الأصلي الذي صنعه فريق «سي بي إس-2 شوك» محاكاة حقيقية للحماية لأنه استخدم جداول اكس أو آر لتخطي التشفير الأصلي والسماح للعبة بأن تشتغل على محاكي. وقد أفصحوا عن نيتهم للانتظار حتى لا تعود ألعاب السي بي إس-2 مربحة للإفصاح عن طريقة التشفير (بعد ثلاث سنوات من آخر إصدار للعبة). في عام 2007 تم التوصل لكراك خوارزمية التشفير الكاملة من قبل أعضاء فريق مامي للتطوير وهم نيكولا سالموريا وأندرياس ناييف وتشارلز ماكدونالد.
وثمة تقنية أخرى لحماية النسخ استُخدمت في ألعاب الخراطيش وذلك بمحاولة كتابة اللعبة إلى روم. فعل هذا على خرطوشة أصلية سيبوء بالفشل أو يسبب «استثناء»، لكن المحاكيات ستسمح غالباً لهذه الكتابة أن تتم بنجاح. وكثيراً ما يستخدم قراصنة الخراطيش أيضاَ شرائح قابلة للكتابة بدلاً من الروم. وعن طريق القراءة الرجعية للقيمة لتحديد إذا ما تمت الكتابة بنجاح تستطيع اللعبة اكتشاف إذا ما كانت تعمل من خرطوشة أصلية. ويمكنها بكل بساطة أن تحاول الكتابة الفوقية لأوامر البرنامج الحاسمة التي إن تمت بنجاح جعلت اللعبة غير قابلة للتشغيل.
كما يوجد في بعض الألعاب، كألعاب الجيم بوي مثلاً، أجهزة أخرى مثل وحدات التحكم بقواعد الذاكرة الموصولة بناقل الخرطوشة. ترسل اللعبة البيانات لهذا الجهاز من خلال محاولة كتابتها بمناطق معينة من الروم؛ بالتالي وفي حال كون الروم قابل للكتابة تؤدي هذه العملية لتلف البيانات.
قاومت آخر لوحة لصندوق الألعاب الإلكتروني النقدي من شركة كابكوم والمسمى بسي بي إس-3 (CPS-3) محاولات المحاكاة حتى يونيو 2007، عندما قام أندرياس ناييف بالهندسة العكسية لطريقة التشفير، التي تطبق حالياً بواسطة شركة مامي ومحاكي نبيولا آخر لسي بي إس-2.

### الجامعون الهواة
كالعديد من المواد الأخرى مثل الطوابع والعملات جمع العديد من المعجبون الرومات أيضاً. واختلفت دوافعهم لمثل هذا العمل من رغبة في حفظ تاريخ ألعاب الحاسب والفيديو إلى الجامعون المهووسون. وجعل مطورو شركة مامي أولئك الراغبين في جمع كل الرومات الموجودة مثاراً للسخرية بإطلاق اللقب «بوكيرومز» عليهم، وذلك في إشارة إلى شعار البوكيمون الذي عفا عليه الزمن «سأقبض عليهم جميعاً». كما يمكن أيضاً أن يشير لفظ «بوكيروم» إلى «روم الجيب» كما يشير لفظ «بوكيمون» إلى «وحوش الجيب»؛ فمنذ ظهور الجي بي 2 اكس والبي أس بي والدي اس وغيرها من أجهزة الألعاب اليدوية المحمولة القادرة على المحاكاة وحتى مع بعض الهواتف المحمولة أصبح الناس قادرين الآن على حمل مكتبة كاملة من الألعاب القديمة في «جيوبهم».
نظراً لرغبة الكثير من الناس في جمع الرومات أصبح هناك العديد من المشاريع على شبكة الإنترنت لتفريع الرومات وفهرستها وتوفير أدوات للتحقق من صحتها واكتمال مجموعاتها. وبالرغم من ذلك تعتبر العديد من البلدان توزيع الرومات محفوظة الحقوق عن طريق الإنترنت عملاً غير قانوني، ومعظم الألعاب القديمة محفوظة الحقوق.

## التوزيع بالإنترنت
يعد الاتجار بالرومات عبر الانترنت منتشراً على نطاق واسع، وتستخدم أساليب عديدة لمثل هذا التوزيع منها:
- الإتش تي تي بي (ميثاق نقل النص الفائق) والإف تي بي (ميثاق نقل الملفات).
- بت تورنت.
- موزعات الاتصال المباشر (بالإنجليزية: Direct Connect hubs).
- إي ميول.
- آي آر سي.
- دي سي سي (بالإنجليزية: DCC).
- ثنائيات يوزنت.

وبالرغم من أن الحجم الكبير لألعاب المشغلات الحديثة يجعل توزيع أكثر من لعبة في وقت واحد أمراً غير عملي لكن الحال بالنسبة للمشغلات القديمة يختلف فغالباً ما يمكن توزيع عدة آلاف من الألعاب معاً كمجموعة واحدة، وعادة ما توزع الألعاب الأكبر حجماً واحداً تلو الآخر.

## القرصنات وترجمات المعجبين
عندما تصبح الألعاب متوفرة على هيئة روم يغدو بإمكان المستخدمين إجراء تعديلات. وقد يتمثل ذلك في شكل تغيير الرسومات أو تغيير مستويات اللعبة أو تطويع عامل صعوبة أو حتى الترجمة إلى لغة لا تحتويها اللعبة الأصلية. وغالباً ما تأخذ القرصنات أشكالاً ظريفة، كما حدث في قرصنة نسخة نظام النينتندو الترفيهي لماريو بروس التي سميت بـ«أفرو ماريو براذرز» وعرضت الأخوين المشهورين متخذين قصة شعر «أفرو». كما تعد النسخة المعدلة «ذا متروويد ريديزاين» هي قرصنة لـ«سوبر متروويد» التي تم تجديدها وإضافة أهداف جديدة لها.
وقد تطور توجه كبير لترجمة الألعاب إلى لغات أخرى. فللعديد من الألعاب إصدار في منطقة واحدة من العالم دون غيرها من المناطق. على سبيل المثال فالعديد من ألعاب الأدوار في الحاسب الآلي الصادرة في اليابان تنتقل بلا إصدار لدول الغرب. وغالباً ما سيقوم جماعة من المترجمين الهواة بترجمة اللعبة بأنفسهم لتلبية الطلب الواضح لعدد من العناوين. مثل لعبة «تيلز أوف فانتازيا» التي تم اصدارها الرسمي في اليابان فقط عام 1995، لكن مجموعة «ديجاب ترانزليشنز» قامت بترجمة نصية تظهر على الشاشة للعبة باللغة الإنجليزية عام 2001. وإضافة لذلك بدأ مشروع يسمى بـ«فوكالز أوف فانتازيا» بترجمة الحديث الفعلي من اللعبة. ولم تظهر نسخة إنجليزية رسمية حتى مارس 2006 أي بعد خمس سنوات من إصدار الترجمة النصية. ومن الأمثلة الأخرى «ماذر 3»، وهو تتمة يابانية فقط لـ«ايرثباوند» المفضل لدى مجموعة كبيرة من المعجبين. وعلى الرغم من رد الفعل الكبير من المعجبين وبعض الطلبات لترجمة إنجليزية إلا أن الرد الوحيد من شركة نينتندو كانت أنه سيتم ترجمته وإصدار نسخة خاصة بأوروبا الأمر الذي لم يتحقق. بدلاً من ذلك، قام موقع المعجبين Starmen.net بمشروع ترجمة كبير وأصدر النسخة المترجمة في أكتوبر 2008. نالت الترجمة ثناء المعجبين وحتى موظفين من نينتندو وسكويرانكس وغيرها من المتخصصين في هذا القطاع.
كما تُرجمت لعبة النينتندو 64 «دوبستيو نو موري» التي تعني (غابة الحيوان) أيضاً إلى الإنجليزية، وقد كان الإصدار الأصلي من اللعبة على النينتندو 64 في اليابان فقط لكنه نُقل للجيمكيوب وأُعيدت تسميته إلى «أنيمال كروسسينق».
قد تتراوح القرصنة بين تعديلات بسيطة كالتعديلات والتلاعبات الرسومية وبين إعادة تصميم كاملة للعبة منتجة بذلك لعبة جديدة تماماً مبنية على اللعبة الأصلية كأساس.
ومن أحد أقدم الألعاب النشطة في مجال إخراج روم مُقرصَن (ROM hacking scene) حتى هذا اليوم سوبر ماريو بروس. [بحاجة لمصدر]

## الوضع القانوني
لا تعد الرومات بذاتها غير قانونية. يناقش هذا القسم بشكل عام الأوضاع القانونية للرومات فيما يتعلق بالاستخدامات المختلفة التي قد تستخدم فيها، وبالرغم من هذا يجب أن لا تعتبر المعلومات الواردة نصيحة قانونية.

### الملكية الخاصة
يعد عمل نسخ احتياطية من لعبة يملكها الفرد بشكل شخصي أمراً مشروعاً في بعض الدول. وقد يلجأ الأفراد لذلك لأسباب عديدة كتأمينٍ مثلاً ضد ضياع اللعبة أو كنسخة زائدة في حال عطب الوسيط الأصلي للعبة. (راجع جزء الرومات والحفظ).
لكن منذ 1983 وفي الولايات المتحدة اعتبر أنه من غير المشروع للمستخدم عمل نسخة احتياطية خاصة به من رومات ألعاب الفيديو على خراطيش أخرى. وقد تقرر ذلك في قضية محاكمة أتاري لجي اس اند أي، حيث أنتجت شركة جي اس اند أي جهاز النسخ الاحتياطي للعب الذي سمح للمستخدمين بتفريغ رومات الأتاري إلى خراطيش فارغة. لكن جي اس اند أي احتجت بأن القانون الأرشيفي سمح بهذا. وقد عارضتها المحكمة، فلم يوجد ما يدل على أن وسائط روم لم تكن خاضعة لنفس تقلب الوسائط الممغنطة (التي وجد القانون من أجلها). وهكذا، ولعدم كونها عرضة للعطب نسبياً لم تندرج الرومات تحت المادة 17 من قوانين الولايات المتحدة 117 (أي) (2).
أثارت «تشك كوتشيمز» الجدل القائل بأن نسخ مادة مرخصة من البرمجيات خصيصاً للاستخدام الشخصي بالمحاكي له ما يسوغه قانونياً بموجب المبادئ التي وضعها قانون «سوني في. العالمي»، خاصة في ما يتعلق بالاستخدام الشخصي المؤاتي للتبرير وفقاً لمبدأ الاستخدام العادل.
وقد قامت بعض شركات الألعاب كنينتندو بطباعة تحذيرات في أدلة ألعابها بأنها لا تسمح للمستخدمين بعمل نسخ احتياطية أو مؤرشفة. ويبقى التساؤل عن ما إذا كانت هذه التحذيرات بهذا الشكل تعد عقوداً صحيحة أم لا من الناحية القانونية. وللمحة عامة عن القضايا ذات الصلة يرجى قراءة ترخيص المستخدم وعقد فض العبوة والعقد الإلكتروني والاستعمال العادل والتعامل العادل وحقوق الطبع والنشر الرقمية.

### التراخيص الرسمية
من القانوني، بلا شك، أن للمشتري أحقية شراء صورة روم مرخصة له من قبل صاحب الحقوق. فعلى سبيل المثال وفرت أتاري مرة عدداً من الألعاب الإلكترونية النقدية الأصلية الخاصة بها على هيئة روم التي تتوافق مع محاكي مامي من خلال متجر روم على شبكة الإنترنت المسمى بـ" ستار رومز". كما وفرت ننتندو خدمة في الجيل السابع من مشغلها، وي، سمحت للاعبين بشراء ألعاب قديمة لأنظمة مختلفة، مثل نظام النينتندو الترفيهي، وسيتم فيها تحميل صورة روم ومحاكي إثرعملية الشراء (للمزيد اقرأ المشغل الافتراضي). ويشابه هذا ما قام به متجر " بلاي ستيشن ستور" من إعادة إصدار ألعاب "البلاي ستيشن" الأصلي لـ "البلاي ستيشن3 " و"بلاي ستيشن بورتبل "، وإعادة إصدار "إكس بوكس لايف آركيد" لعديد من ألعاب الفيديو القديمة كما في لعبة " القنفذ سونيك التي تم إعادة إصدارها للتتلائم مع الإكس بوكس 360.
ولم تعد الغالبية العظمى من ألعاب الكمبيوتر والفيديو بتاريخ مثل هذه الألعاب تصنّع. هكذا عرض أصحاب الحقوق بعض الألعاب تراخيص مجانية لها وغالباً ما يكون ذلك مشروطاً بقصر استخدامها على الأسباب الغير تجارية فقط. على سبيل المثال تم توفير أربعين لعبة تمت محاكاتها في مامي، بما فيها «قردلي وروبي روتو»، في ظل هذه التراخيص وتم توزيعها عن طريق مشروع مامي.

### الرومات الغير مرخصة
في حين لم تعد بعض الألعاب المندرجة ضمن الفئة أعلاه تدر ربحاً لم تعد معظم الألعاب متوفرة بأي شكل. وتختلف مشروعية الحصول على مثل هذه الألعاب من بلد لآخر. يوجد لدى بعض البلدان استثناءات خاصة لقوانين حق الطبع أو قانون الدعوى الذي يجيز (أو يقلل ردع) النسخ عندما لاتتوفر مادة للشراء القانوني أو عندما يكون النسخ لأغراض غير تجارية أو لأسباب بحثية، بينما قد تعتبر بعض البلدان الأخرى مثل هذه الممارسة غير قانونية بشكل حازم. غالباً ما يوجد تمييز ظاهربين عملية التوزيع والتحميل مع تجريم التوزيع بشكل أكبر.
وبشكل عام فإنه من غير القانوني في كل الدول تقريباً التوزيع التجاري للألعاب المحمية بحقوق طبع ونشر بدون الحصول على موافقة صاحب الحقوق، ويتعرض المشاركون في مثل هذه النشاطات لكلا العقوبات الجنائية والمدنية. وفي بعض الأحيان يستغل الباعة مواقع المزادات على شبكة الإنترنت كموقع إيباي لبيع نسخ غير مرخصة من الألعاب التي يتم ترويجها على أنها نسخ مرخصة. علاوة على خرق مثل هؤلاء الباعة لقوانين حقوق الطبع فإنهم قد يتعرضون أيضاً للمقاضاة بتهمة التدليس والدعاية الكاذبة.

### البرمجيات المهملة
غالباً ما توؤل الألعاب التي ما زالت تحت حماية حقوق الطبع إلى حالة لا يستمر فيها بيعها أو تسويقها من قبل أصحاب حقوق الطبع والنشر، وقد يحدث هذا نتيجة للنقص الملحوظ في الطلب أو لأسباب أخرى. وزعم بعض الهواة المشاركين في تجارة الروم بأن مثل هذه الألعاب يجب أن يعتبرها أصحاب حقوقها المعنيين مهملة مما يمكّن من الإتجار الحر بهذه الألعاب والتي تصنف كبرمجيات مهملة (بالإنجليزية: abandonware). ولكن قوانين حقوق النشر والطبع في معظم الدول، بما فيها جميع الدول الموقعة على إتفاقية برن، تضمن لأصحاب حق النشر والتأليف الحق الحصري في توزيع أو عدم توزيع عمل ما حتى يأتي الوقت الذي تنتهي فيه حقوق الطبع والنشر بموجب قانون أو يمنحها صاحب الحقوق للملكية العامة.

### الإنفاذ القانوني
لا يوجد إلا القليل من الإدانات والدعاوى المتعلقة بالإتجار بالروم. وتميل الإدانات الجنائية إلى أن تكون مرتبطة بجماعات الوارز البارزة التي تتاجر بمجموعات من أحدث الأفلام وألعاب الحاسب. وفي المقابل فغالباً ما يميل الوضع في ساحة الروم إلى التركيز على الألعاب القديمة. ونظراً لعدم وجود أرباح مستمرة من معظم الألعاب القديمة نادراً ما تتجاوز شكاوى شركات الألعاب إرسال رسالة توقف وامتناع مطالبين فيها المستلم بأن يتوقف عن توزيع الأعمال المقصودة والمحمية بحقوق الطبع والنشر.

## وصلات خارجية
- موقع ننتيندو للملكية الفكرية-سؤال وجواب
- مساعدة أسئلة وأجوبة اللعبة: قرصنة اللعبة: الرومات والوارز
- سؤال وجواب عن حقوق الطبع والنشر: 25 خرافة شائعة ومفهوم خاطئ، كيفن اس برادي، المحترم.
- شرح 10 خرافات مهولة عن حقوق الطبع والنشر
- ملحق إميو للأسئلة والأجوبة- التساؤل عن الرومات